# Qəbələ (distrikt)
Qabala Rayon är ett distrikt i Azerbajdzjan. Det ligger i den centrala delen av landet, 180 km väster om huvudstaden Baku. Antalet invånare är 93 770.
Följande samhällen finns i Qabala Rayon:
- Qutqashen
- Nic
- Mıxlıqovaq
- Nohurqışlaq
- Zarağan
- Tyuntyuli
- Mirzabeyli
- Soltannuxa
- Aydınqışlaq
- Tikanlı
- Kemervan
- Amirvan
- Uludaş
- Xırxatala
- Böyük Əmili
- Bayramkoxalı
- Zirik
- Chukhur-Kebele
- Mamaylı
- Bılıx
- Bunud
- Daşca
- Tovla
- Zalam
- Abrıx
- Kichik Emili
- Cığatelli
- Dizaxlı
- Topbağ
- Seyidqışlaq
- Mamedagaly
- Syrt-Yenidzhe
- İmamlı
- Savalan
- Shafily
- Vəndam